# Exacum divaricatum
Exacum divaricatum là một loài thực vật có hoa trong họ Long đởm. Loài này được (Baker) Schinz mô tả khoa học đầu tiên năm 1906.